# Tarsoporosus tizopedrosoi
Espèce
Tarsoporosus tizopedrosoi est une espèce de scorpions de la famille des Diplocentridae.

## Distribution
Cette espèce est endémique du département de Córdoba en Colombie.

## Systématique et taxinomie
Cette espèce a été décrite par Bedoya-Roqueme et Lira en 2022.

## Étymologie
Cette espèce est nommée en l'honneur d'Everton Tizo-Pedroso.

## Publication originale
- Bedoya-Roqueme & Lira, 2022 : « A new Tarsoporosus Francke, 1978 (Scorpiones: Diplocentridae) species from the south of the Cordoba department in the Colombian Caribbean region. » Revista Iberica de Arachnologia, no 41.